# Sexto Pompeu

Mapa da Itália e ilhas vizinhas em, após a assinatura do Pacto de Miseno entre Octávio e Sexto Pompeu

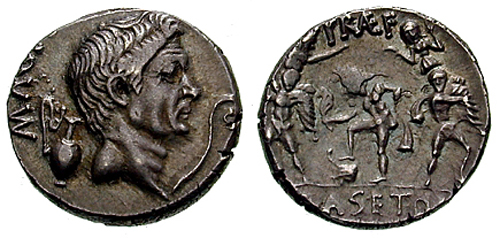
Denário de Sexto Pompeu com efígie de

Sexto Pompeu Magno Pio (em latim: Sextus Pompeius Magnus Pius), ou simplesmente Sexto Pompeu (67 a.C. - Mileto, 35 a.C.), foi um general romano do período final da República Romana, que representou o último foco de oposição ao poder ascendente do segundo triunvirato.

## Biografia
Sexto era o filho mais novo do general Pompeu e da sua terceira mulher, Múcia Terceira. Com o seu irmão mais velho, Pompeu, o Jovem, cresceu na sombra dos feitos militares do pai, que acabou por se tornar no líder dos Optimates, a facção conservadora do senado romano. Quando Júlio César atravessou o Rubicão em 49 a.C., dando início à guerra civil, Pompeu e os conservadores fugiram para o leste, mas Sexto ficou em Roma com a madrasta Cornélia Metela. Os Optimates foram derrotados na batalha de Farsália e os sobreviventes tiveram que fugir para evitar a captura. Sexto e Cornélia encontraram-se com Pompeu em Mitilene e a família fugiu para o Reino Ptolemaico onde procurou asilo político. À chegada, a 29 de Setembro de 48 a.C., Sexto viu o pai ser assassinado à traição por agentes do faraó. Cornélia regressou a Roma com as cinzas de Pompeio mas Sexto juntou-se à resistência, então concentrada no Norte de África sob o comando de Metelo Cipião e Catão de Útica, onde reencontrou o irmão Cneu.
Em Março de 46 a.C., César venceu os Optimates na batalha de Tapso mas os irmãos Pompeu fugiram para as províncias hispânicas. Juntamente com Tito Labieno, Cneu e Sexto Pompeu eram então o último foco de resistência. César foi no seu encalço e em Fevereiro de 45 a.C. derrotou o exército dos irmãos. Novamente em fuga, Cneu foi apanhado e executado por traição pouco depois. Sexto conseguiu fugir uma vez mais e estabeleceu uma base na Sicília. César regressou a Roma, sem planos imediatos de o perseguir e eliminar.
Em 44 a.C., Júlio César foi assassinado nos Idos de Março por um grupo de senadores liderados por Bruto e Cássio auto-intitulado Liberatores. O acontecimento despoletou mais uma guerra civil entre o recém formado Segundo Triunvirato, composto por Marco António, Octávio e Lépido, e a facção dos Liberatores, chamada, por isso, de Guerra Civil dos Liberatores. O conflito desviou as atenções de Sexto, que teve tempo de organizar a sua resistência na Sicília, recrutando várias legiões e estabelecendo uma marinha poderosa.
Em 42 a.C., com os Liberatores derrotados nas batalha de Filipos, o triunvirato encarou a questão de Sexto como prioridade e lançou um ataque à Sicília. Sexto, no entanto, provou ser um general muito capaz e durante dois anos o conflito prolongou-se sem vitórias conclusivas dos atacantes. Em 39 a.C., os triúnviros assinaram um armistício com Sexto conhecido como Pacto de Miseno. As motivações deste cessar-fogo não eram de forma a perdoar Sexto e baseavam-se na necessidade de mobilizar as legiões estacionadas na Sicília para a campanha que Marco António preparava no Oriente. A paz não durou muito tempo. As brigas frequentes de Octávio com António representavam uma motivação política para resolver a questão de Sexto. Octávio tentou de novo conquistar a Sicília mas foi derrotado numa batalha naval em Messina em 37 a.C. e novamente no ano seguinte. Mas cerca de um mês depois, em Setembro de 36 a.C., Marco Vipsânio Agripa derrotou a frota de Sexto Pompeu ao largo do cabo de Nauloco. O resultado foi uma vitória expressiva do triunvirato, que obrigou Sexto a fugir uma vez mais.
Sem a Sicília como base de apoio, a sua situação ficou tremida. Sexto escapou para o Oriente mas foi apanhado em Mileto em 35 a.C. e executado por traição sem julgamento, por ordens de Marco Tício, um homem da facção de Marco António. Como ainda detinha a cidadania romana, a sua morte violenta foi considerada ilegal pela facção de Octávio e usada como argumento na luta política que se vivia então dentro do triunvirato.